# Nachal Guvta
Nachal Guvta (hebrejsky: נחל גובתה, arabsky: وادي الحشبى, Wadi al-Chašbi) je vodní tok v Izraeli, respektive na Golanských výšinách okupovaných Izraelem od roku 1967.
Začíná v severní části Golanských výšin, kde pramení na západních svazích masivu Hermon v nadmořské výšce cca 2000 metrů. Jde o tok, který má nestálý vodní režim s výrazným průtokem v období dešťů a tání sněhu na hoře Hermon. Stéká pak po svazích Hermonu směrem k jihozápadu, západně od města Madždal Šams. U vesnice Neve Ativ se stáčí k západu, míjí pevnost Nimrod a areál Banias. Zde ústí u vesnice Snir do toku Nachal Chermon, který jeho vody odvádí do řeky Jordán.